# Demaizière-Joffrin DJ.12
Le Demaizière-Joffrin DJ.12 est un avion de combat biplace conçu en 1939 en France au début de la Seconde Guerre mondiale par deux ingénieurs aéronautiques, Louis Demaizière et Pierre Joffrin.